# Formosa do Rio Preto
Formosa do Rio Preto là một đô thị thuộc bang Bahia, Brasil. Đô thị này có diện tích 16185,171 km², dân số năm 2007 là 20463 người, mật độ 1,26 người/km².